# Metaphycus lineascapus
Metaphycus lineascapus är en stekelart som beskrevs av Compere 1940. Metaphycus lineascapus ingår i släktet Metaphycus och familjen sköldlussteklar. Inga underarter finns listade i Catalogue of Life.